# Nacionalni park Cuyahoga Valley
Nacionalni park Cuyahoga Valley jedan je od 58 nacionalnih parkova smještenih na području Sjedinjenih Američkih Država.

## Zemljopisni podaci
Cuyahoga Valley Park se nalazi na sjeveroistoku američke savezne države Ohio i jedini je nacionalni park na području te države. Površina mu iznosi 133,33 km2. Obuhvaća ruralni krajolik uz rijeku Cuyahoga između gradova Akron i Cleveland.

## Naziv parka
Naziv parka se veže uz ime rijeke Cuyahoga što na jeziku indijanskog plemena Mohawk znači vijugava rijeka. Naziv parka bi na hrvatskom jeziku bio Dolina vijugave rijeke. 

## Povijest
Na područje današnjeg parka, poglavito u dolinu uz rijeku, 1870-ih je stanovništvo okolnih gradova počelo dolazit na rekreaciju koja se sastojala od vožnji kočijom ili izleta brodicama duž kanala. Veći razvoj parka započinje 1910. i 1920. uspostavom gradskog okruga parka gradova Akron i Cleveland. Biznismen Hayward Kendall 1929. je godine darovao 430 hektara oko Richie Ledgea uz uvjet da se zemljište mora koristiti za svrhe parka. Taj je dio parka prozvan Virginia Kendall Park, u čast majke darovatelja. 1930-ih je izgrađen veliki dio infrastrukture uključujući i današnji dom Happy Days te skloništa u Octagonu, Ledgeu i kod jezera Kendall.
Iako je dio parka bio zaštićen, lokalno se stanovništvo plašilo da bi širenje obližnjih gradova moglo narušiti prirodne ljepote Cuyanoga Valley parka. Stoga je 27. prosinca 1974. godine predsjednik Gerald Ford odlučio da se osnuje nacionalno rekreacijsko područje Cuyahoga Valley. Napokon je 11. listopada 2000. godine Kongres ovo područje proglasio nacionalnim parkom.

## Vanjske poveznice
- Cuyahoga Valley National Park Association (engl.)
- Cuyahoga Valley National Park - galerija slika

## Ostali projekti
|  | Zajednički poslužitelj ima još gradiva o temi Nacionalni park Cuyahoga Valley |